# Eurychoria albicosta
Eurychoria albicosta là một loài bướm đêm trong họ Geometridae.